# Sergio Bellucci
Sergio Bellucci (Roma, 21 luglio 1957) è uno scrittore e giornalista italiano.

## Biografia
Ha frequentato il corso di Fisica all'Università degli studi di Roma La Sapienza. Specialista nei temi dell'innovazione tecnologica legata alla comunicazione, ha progettato negli anni Novanta il corso di perfezionamento post-universitario “Tecniche e Linguaggi Multimediali”, per il For.Com (Formazione per la Comunicazione), Consorzio Interuniversitario Transnazionale dell'Università La Sapienza.
Sui temi della comunicazione e della società dell'informazione ha scritto numerosi editoriali, articoli e saggi sui quotidiani l'Unità, Il manifesto, Liberazione, riviste e periodici tra cui Is, Gulliver, L'Ernesto, Alternative Europa, Rifondazione, Anima Mundi, Alternative per il socialismo, Aprile, Carta, Paneacqua, Calendario del popolo, Cargo, Riflessioni Sistemiche.
Membro del Comitato Scientifico della casa editrice Ediesse e membro del Comitato d'Onore dell'Osservatorio Internazionale sull'Audiovisivo e la Multimedialità (OIAM) della Fondazione Roberto Rossellini per l'Audiovisivo. 
È stato dipendente del gruppo Fininvest dal 1978 e fino al 1993, durante tale periodo ha svolto anche attività sindacale nella CGIL come membro della Segreteria Nazionale del Sindacato dell'Informazione e Spettacolo – FILIS. 
Dal 1995 al 2006 è stato responsabile nazionale della Comunicazione per il Partito della Rifondazione Comunista, guidato da Fausto Bertinotti. Dal 2006 al 2008 è stato presidente del consiglio d'amministrazione del quotidiano Liberazione.
Nel febbraio del 2013 è stato direttore del quotidiano Terra e nel 2014 è diventato Presidente della Free Hardware Foundation.
Nel libro E-work. Lavoro, rete e innovazione analizza l'impatto delle nuove tecnologie digitali sulla vita umana con una particolare attenzione al mondo del lavoro. Secondo le sue analisi, l'avvento del digitale comporterebbe una "nuova organizzazione scientifica del lavoro", definita "taylorismo digitale", attraverso un impiego distorto della rete. Nelle tesi di E-work si prospetta la nascita del "lavoro implicito", il lavoro effettuato obbligatoriamente, senza nessuna retribuzione e attraverso strumentazione a carico del lavoratore, che le piattaforme digitali stanno espandendo nel loro ciclo produttivo. Questa tesi è "una prospettiva esegetica forte" e può servire da griglia di lettura di numerose realtà lavorative della conoscenza, come ad esempio il lavoro nelle biblioteche.
Insieme a Marcello Cini ha scritto “Lo spettro del capitale. Per una critica dell'economia della conoscenza” analisi del cambiamento epocale del capitalismo avvenuto negli ultimi venti anni: il passaggio da un'economia materiale ad un'economia immateriale, che produce un bene intangibile e non mercificabile: la conoscenza.
Dal 2018 collabora con la testata giornalistica online Moondo diretta da Giampaolo Sodano.
È Direttore Accademico della Facoltà dell'Intelligenza Artificiale dell'Università per la Pace dell'ONU (Upeace) e dell'Advisory Board di No Limits to Hope del Club di Roma (Club di Roma).

## Pensiero
L'opera di Bellucci si contraddistingue in una prima fase, quella degli anni '90, in cui teorizzerà l'avvento del Taylorismo Digitale. Nel suo pensiero, infatti, il primo impatto dell'arrivo del digitale si trasformava nella modificazione, sempre più estrapolata nelle sue tendenze, del ciclo tayloristico che si trasformava progressivamente sotto la potenza flessibile delle tecnologie informatiche. Questo processo, che l'autore metterà a punto in vari articoli e opere - in particolare con il testo E-Work -, vivrà varie fasi fino all'emersione, nel primo decennio del XXI secolo, di una nuova forma di lavoro con la "messa in produzione" della stessa vita. Questa nuova fase del lavoro, per Bellucci, sarà definito come quella dell'emersione di quello che chiamerà "lavoro Implicito".
Il quadro di sviluppo di questa trasformazione del lavoro, per Bellucci, poggerà su una società che nel '900 aveva già conosciuto una novità "storica", quella della nascita de "L'Industria dei Sensi", l'emersione di una industria che mira a creare il "senso della vita" - prima volta nella storia umana - creando profitto e che poggia sulla potenza della capacità di analisi dei mercati (marketing) e dell'industria dei media "piegata" alla "logica commerciale".
L'incrocio tra questa novità e quella nell'organizzazione del lavoro investita dalle tecnologie digitali, farà emergere una nuova forma di ciclo economico che definirà come il "ciclo immateriale".
Per Bellucci il processo di digitalizzazione del ciclo economico, inoltre, tende a inglobare in sé ogni oggetto/aspetto del reale in un processo definito come di "Terraformattazione capitalistica" che produce, progressivamente, "gemelli digitali" di ogni aspetto della vita. L'intreccio tra la "realtà atomica" e la "dimensione matematizzata del reale" produce, per l'autore, quella che ha chiamato la "Surrealtà".
L'arrivo delle tecnologie dell'Intelligenza Artificiale Generativa, accelerano il processo di trasformazione iniziata portandolo al limite delle sue potenzialità.

## Pubblicazioni

### Monografie
- The Artificial Intelligence Transition, University for Peace Press, Costarica, 2025.
- Disconferme, La Porta Nera, Milano, 2024.
- AI - Un viaggio nel cuore della tecnologia del futuro, Editrice Radici Future, 2024.
- Il tempo di Kairos. Intorno ad un tavolo tra memoria e futuro, (coautori Diego Castagno e Aldo Russo), HCS Heraion Creative Space, Roma, 2023
- Il Lazio a Expo Dubai 2020 (coautore Fabio Indeo), Sandro Teti Editore, Roma, 2022
- AI-Work. La digitalizzazione del Lavoro, Jaca Book, Milano, 2021.
- L'Industria dei Sensi, Harpo Editore, Roma, 2019.
- Il Lazio e la Green Economy (coautore Fabio Indeo), Sandro Teti Editore, Roma, 2017.
- Lo spettro del capitale. Per una critica dell'economia della conoscenza (coautore Marcello Cini), Codice Edizioni, Torino, 2009.
- E-work. Lavoro, rete e innovazione (con prefazione di Domenico De Masi e postfazione di Fausto Bertinotti) DeriveApprodi, Roma 2005.

### Saggi
- Indagare l'imprevedibile: la politica e l'economia nella Transizione, (in AA. VV. a cura di Mauro Capocci e Gerardo Genna), La Società nella scienza. Critica, epistemologia e politica in Marcello Cini, Edizioni ETS, Pisa, 2024.
- Nuovi scenari, Nuova missione, (in AA.VV. a cura di Marco Mele e Giampaolo Sodano) Chi vuole Uccidere il Cavallo?, Heraion, 2024.
- La curiosità, (in AA.VV.) La curiosità ci salverà dall'algoritmo, CuDriEc, 2023.
- Berlinguer per me, (in AA.VV.) Berlinguer Per Noi, Edizioni Radici Future, 2023.
- La Transizione digitale: il ruolo della politica tra pericoli e opportunità, Microfinanza n° 40/2022 Anno X bimestrale issn 2282-099X.
- Le dinamiche della Transizione: aspetti geopolitici, geoeconomici, geotecnologici e geospaziali, Su la testa, Maggio 2022.
- La Transizione digitale come biforcazione storica, Rizomatica, 2/2022.
- La Transizione come variante, Transform Italia, 9/2021.
- La Transizione come dominio digitale o come terreno dei conflitti generativi di nuova generazione, Su la testa, 7/2021.
- Dialoghi con un cattivo maestro, in Riflessioni sistemiche, Vol. XXV, 2021.
- Routine e cambiamento, in Riflessioni sistemiche, Vol. XXIV, 2021.
- Digitale, Robotica, Intelligenza Artificiale, L'accelerazione pandemica della trasformazione del lavoro, in AA.VV., a cura di Francesca Zappacosta, Il senso umano delle cose. Ripensare la società oltre la pandemia, L'Asino d'Oro Edizioni, 2021.
- Programmare l'imprevedibile, in Riflessioni sistemiche, Vol. XXII, 2020.
- La crisi come transizione e l’emersione di una nuova formazione economico-sociale. Per una lettura materialistica nuova della crisi, in Riflessioni Sistemiche, Vol. XX, 2019.
- Still Think Robots Can't Do Your Job? Essays on Automation and Technological Unemployment, Ethics and Social Welfare 13 (1):93-95 (2019)
- Terraformattazione capitalistica ovvero la sussunzione del reale, in Riflessioni Sistemiche, Vol. XVII, 2017.
- Dalla Biforcazione Catastrofica alla Terraformattazione Capitalistica, in Riflessioni sistemiche, Vol. XIII, 2015.
- L'emersione sociale della comunicazione come bene comune. La rottura del digitale, in AA.VV,  Tempo di Beni Comuni, 2013, Roma, Ediesse
- Capitale, lavoro e conflitto nel capitalismo digitale, in Trasformazioni del lavoro nell’economia della conoscenza. Analisi, Esperienze, Conflitti (A cura di Loris Caruso), Roma, Edizioni Conoscenza, 2012.
- Il Cinema Digitale, in Calendario del Popolo, n. 753, Intervista al cinema, numero monografico dicembre 2011.
- A Debordian Analysis of Facebook, (coautore Antonio Marturano), (December 1, 2009). SIGCAS Computers and Society, Vol. 39, No. 3, December 2009. (https://dl.acm.org/citation.cfm?id=1713071)
- Le forme del conflitto nella società del capitalismo cognitivo. Dove serve una aggiornata cultura politica, in Alternative per il socialismo, n. 11, 2009.
- L'Agire del Conflitto. Biopolitica e mutazione, in Lelio Demichelis, Giovanni Leghissa (a cura di), Biopolitiche del lavoro, Mimesis, Milano-Udine, 2008.
- Note su comunicazione e inchiesta permanente, in Av. Vv., Manuale per fare inchiesta, Socialmente, Bologna, 2007.
- Dalla meccanica sociale alla termodinamica del collettivo, in Oscar Marchisio (a cura di), Il territorio dei soggetti, ovvero la moltitudine genetica di classe, Manifestolibri, Roma, 2003.
- Internet, democrazia e politica, in Aa.Vv., Il lavoro nel settimo continente, Seam, Roma, 1998.
- Progetti multimediali e politiche industriali, in Aa. Vv., MediAterraneo.
- Progetti multimediali e politiche industriali per un nuovo sviluppo del Sud dell'Europa, editrice ComInform/Falcongraf,  Roma, 1997.
- La comunicazione di massa nella metropoli globale, in Aa.Vv., Il mondo a rovescio, editrice Mrc, Roma, 1996.